# Muntgebouw Vijfje

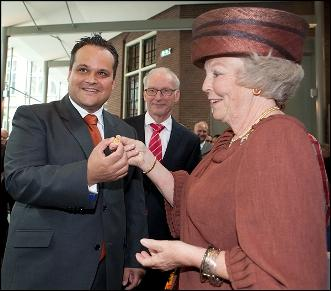
Koningin Beatrix houdt samen met minister Jan Kees de Jager het Muntgebouw Vijfje omhoog.

Het Muntgebouw Vijfje is een meerwaardeherdenkingsmunt geslagen in 2011. De eerste slag had plaats op 22 juni 2011. De munt heeft als thema het Muntgebouw in Utrecht. Hiermee herdenken het ministerie van Financiën en de Koninklijke Nederlandse Munt het 100-jarig bestaan van het muntgebouw. Tijdens de World Money Fair in Berlijn kreeg Martin Brouwer voor deze munt de Coin of the Year Award uitgereikt.

## Thema
De munt is ontworpen door Juan José Sánchez Castaño. Hij heeft in het ontwerp het contrast tussen het historische gebouw en de innovatieve technieken die gebruikt worden bij het slaan van munten willen weergeven. Op de kopzijde is koningin Beatrix afgebeeld in 3D-effect. De muntzijde bevat de modernste technieken, hier is een QR-code geplaatst.

## Specificaties
De specificaties van de circulatiemunt gelden ook voor de Eerste Dag Uitgifte. Van de Eerste Dag Uitgifte zijn 2011 exemplaren geslagen.
|           | Circulatie Vijfje | Proof Vijfje     | Tientje       |
| --------- | ----------------- | ---------------- | ------------- |
| Metaal:   | verzilverd koper  | zilver 925/1000  | goud 900/1000 |
| Gewicht:  | 10,5 gram         | 15,5 gram        | 6,72 gram     |
| Diameter: | 29 mm             | 33 mm            | 22,5 mm       |
| Oplage:   | 71.618            | 12.500           | 3.500         |
| Rand:     | *God*zij*met*ons  | *God*zij*met*ons | Gekarteld     |

Gulden herdenkingsmunten:

Dubbelkop 1980 · Unie van Utrecht · Voetbalvijfje

Nederlandse euro-herdenkingsmunten:

herdenkingsmunten van € 2: Erasmusmunt · Dubbelkop Beatrix-Willem-Alexander · 200 jaar koninkrijk

meerwaardeherdenkingsmunten:

Zilveren vijfjes: Vincent van Gogh Vijfje · Europamunt · Koninkrijksmunt · Vredes Vijfje · Belasting Vijfje · Australië Vijfje · Rembrandt Vijfje · Michiel de Ruyter Vijfje · Architectuur Vijfje · Manhattan Vijfje · Japan Vijfje · Max Havelaar Vijfje · Waterland Vijfje · Schilderkunst Vijfje · Muntgebouw Vijfje · WNF Vijfje · Tulpen Vijfje · Beeldhouwkunst Vijfje · Grachtengordel Vijfje · Vrede van Utrecht Vijfje · Rietveld Vijfje · Vredespaleis Vijfje · De Nederlandsche Bank Vijfje · Van Nelle Vijfje · Waterloo Vijfje · Wadden Vijfje · Jheronimus Bosch Vijfje · Stelling van Amsterdam Vijfje · Johan Cruijff Vijfje · Fanny Blankers-Koen Vijfje · Schokland Vijfje · Wageningen Universiteit Vijfje · Luchtvaart Vijfje · Beemster Vijfje · Market Garden Vijfje · Jaap Eden Vijfje

Zilveren tientjes: Huwelijksmunt · Geboortemunt · Jubileummunt · Koningstientje · Verjaardagstientje
Caribisch Nederland: BES-dollar (2011, 2013)